# Иванчик, Александр Владимирович
Алекса́ндр Влади́мирович Ива́нчик (род. 27 ноября 1971, Ленинград, СССР) — российский учёный, специалист в области астрофизики, спектроскопии квазаров и космологии. Ведущий научный сотрудник ФТИ им. А,Ф. Иоффе, профессор Политехнического университета в Санкт-Петербурге. Лауреат премии имени Эйлера для молодых ученых, обладатель звания «Профессор РАН», член-корреспондент РАН с 2016 года.

## Краткая биография
Родился в 1971 году в Ленинграде. После выпуска из средней школы № 286 (1989 г.) поступил в Ленинградский политехнический институт (ныне — СПбПУ), который окончил в 1995 году. Научное становление прошёл в секторе теоретической астрофизики Физико-технического института РАН (ФТИ им. А,Ф. Иоффе) под руководством академика Д. А. Варшаловича. В ФТИ им. А,Ф. Иоффе занимал должности от студента-практиканта (с 1993 г.) до ведущего научного сотрудника. Доктор физико-математических наук (2012 г.).
В 2016 г. получил почётное учёное звание «Профессор РАН» и в том же году был избран членом-корреспондентом РАН по Отделению физических наук (специальность «астрономия»).
С 2023 года заведует сектором теоретической астрофизики ФТИ им. А,Ф. Иоффе.

## Общественная позиция
В феврале 2022 года подписал открытое письмо российских учёных и научных журналистов с осуждением вторжения России на Украину и призывом вывести российские войска с украинской территории.

## Научно-исследовательская работа
В работах А. В. Иванчика и коллег:
- усовершенствованы и применены методы определения верхних пределов на возможные космологические изменения фундаментальных физических констант (постоянная тонкой структуры, отношение масс протона и электрона);
- исследованы физические условия и химический состав веществ, существовавших на ранних стадиях эволюции Вселенной, в межгалактической и межзвёздной среде ранних галактик и протогалактик. В результате выполнения наблюдений и анализа полученных спектров квазаров впервые были отождествлены дейтерированные молекулы водорода (HD) в космологически удаленных молекулярных облаках;
- получены оценки распространённостей первичного дейтерия (D) и гелия-4 (4He), определяющих один из ключевых космологических параметров —- отношение концентраций барионов и фотонов во Вселенной;
- исследованы различные процессы, протекавшие во время первичного нуклеосинтеза и первичной рекомбинации водородно-гелиевой плазмы;
- впервые рассчитан спектр реликтовых антинейтрино[8] первичного нуклеосинтеза (как результат распада нейтронов и трития).

## Публикации
Согласно данным РИНЦ на 2024 год, А. В. Иванчик — автор свыше 120 научных публикаций, которые суммарно процитированы свыше 1200 раз; индекс Хирша по РИНЦ — 23, по WoS — 22. Некоторые статьи:
- Kurichin O., Kislitsyn P., Klimenko V., Balashev S., Ivanchik A. // A new determination of the primordial helium abundance using the analyses of HII region spectra from SDSS // Monthly Notices of the Royal Astronomical Society, 2021, v. 502, № 2, pp. 3045—3056, аннотация;
- Klimenko V., Ivanchik A., Petitjean P., Noterdaeme P., Srianand R. // Estimation of the Cosmic Microwave Background Temperature from Atomic C I and Molecular CO Lines in the Interstellar Medium of Early Galaxies // Astronomy Letters, 2020, v. 46, pp. 715—725, аннотация;
- Ivanchik A., Yurchenko V. // Relic neutrinos: Antineutrinos of primordial nucleosynthesis // Physical Review D, 2018, v. 98, p. 081301(R), аннотация;
- Balashev S., Zavarygin E., Ivanchik A., Telikova K., Varshalovich D. // The primordial deuterium abundance: subDLA system at zabs = 2.437 towards the QSO J 1444+2919 // Monthly Notices of the Royal Astronomical Society, 2016, v. 458, № 2, pp. 2188—2198, аннотация;
- Чечкин A.В., Иванчик А. В., Серебров A.П., Бобашев С. В. // Влияние времени жизни нейтрона на процессы, протекавшие в ранней Вселенной // Журнал технической физики, 2016, т. 86, № 7, с. 140—144, статья;
- Reinhold E., Buning R., Hollenstein U., Ubachs W., Ivanchik A., Petitjean P. // Indication of a cosmological variation of the proton-electron mass ratio based on laboratory measurement and reanalysis of H2 spectra // Physical Review Letters, 2006, v. 96, № 15, paper No. 151101, аннотация (данная работа цитировалась более 200 раз[9]);
- Ivanchik A., Varshalovich D., Petitjean P., Aracil B., Boissé P., Srianand R., Chand H., Ledoux C. // A new constraint on the time dependence of the proton-to-electron mass ratio: analysis of the Q 0347-383 and Q 0405-443 spectra // Astronomy and Astrophysics, 2005, v. 440, № 1, pp. 45—52, аннотация.

## Педагогическая и просветительская деятельность
А. В. Иванчик ведёт педагогическую работу в Санкт-Петербургском государственном политехническом университете (СПбГПУ) в должности профессора кафедры «Космические исследования», а также на кафедре «Астрофизика» Академического университета. Ранее преподавал на кафедре «Теоретическая физика» СПбГПУ. Подготовил двух кандидатов наук.
В мае 2010 года выступил как лектор программы «Academia» телеканала «Культура», рассказав «о звездах, чёрных дырах, экзопланетах, о том, что обнаружили специалисты в процессе новейших исследований космоса» (лекция-1,
лекция-2). Сотрудничает с Интернет-журналом ПостНаука, представил там лекцию «Чёрные дыры в центрах галактик» (2016 г.).
Входит в состав редколлегии издания «Письма в Астрономический журнал» и в редакционный совет журнала «Physics of complex systems». Член Международного астрономического союза (англ. International Astronomical Union, IAU) с 2015 года.

## Награды, признание
- Главная премия издательства МАИК «Наука» за цикл работ, посвящённых исследованию фундаментальных физических констант в процессе космологической эволюции[12] (1996).
- Премия имени Леонарда Эйлера Правительства СПб и СПбНЦ РАН для молодых учёных в области естественных наук за цикл работ «Спектроскопия квазаров и космология»[1] (2005).
- Грант фонда «Династия» для молодых докторов наук[13] (2014).
- Почётное учёное звание «Профессор РАН»[2], статус члена-корреспондента Академии (2016).
- Медаль ордена «За заслуги перед Отечеством» II степени (5 февраля 2024 года) — за большой вклад в развитие отечественной науки, многолетнюю плодотворную деятельность и в связи с 300-летием со дня основания Российской академии наук[14].